# Rio Ter

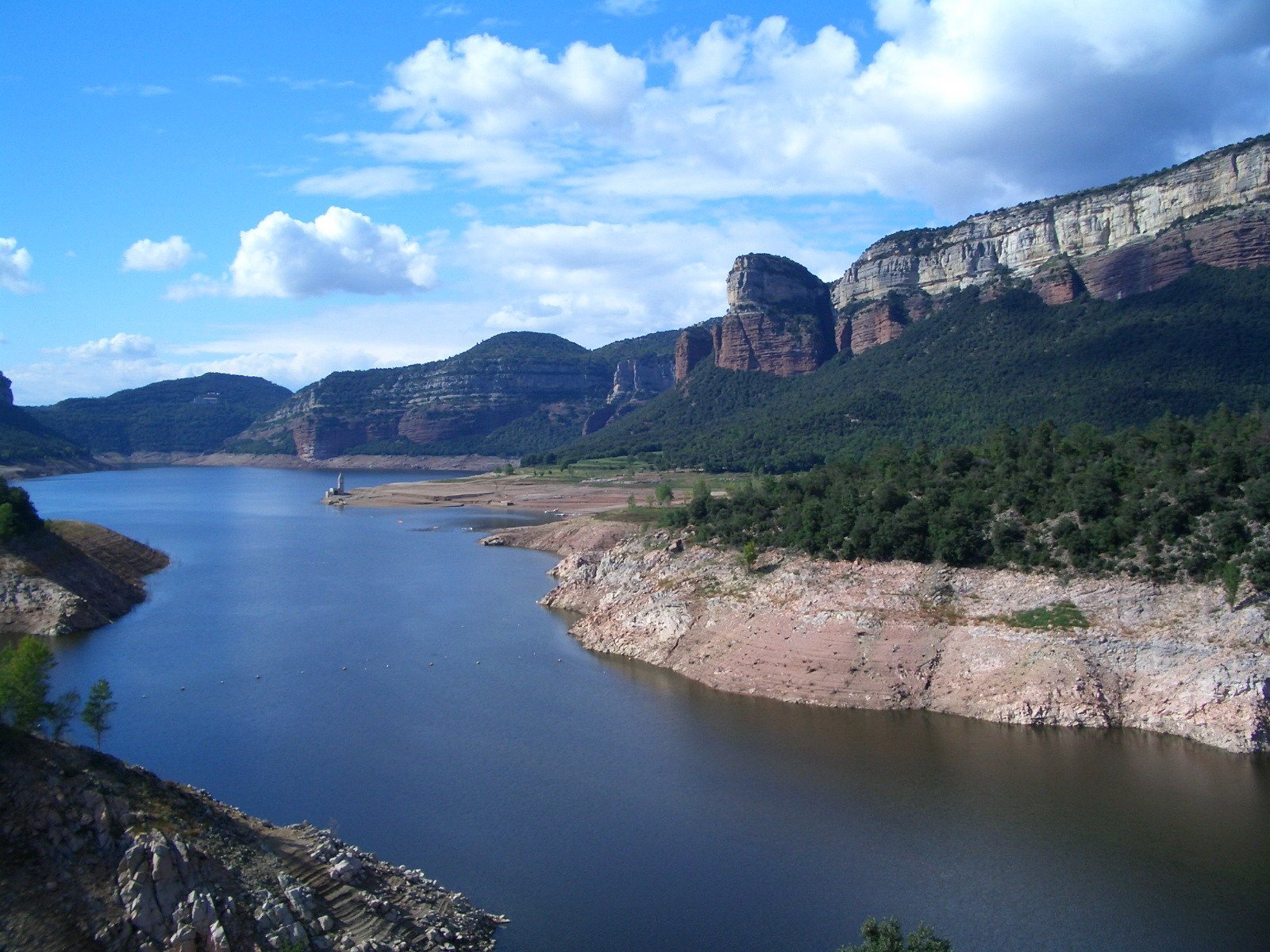
Curso do rio Ter na zona da barragem de Sau.

O Ter é um rio da Catalunha que nasce em Ulldeter a uns 2.480 metros de altitude, próximo do antigo círculo glacial delimitado pelos topos das montanhas relativamente próximas a 3.000 metros de altitude, como o Pic de Bastiments, o Gra de Fajol ou o Pic de la Dona. O seu percurso passa pelas comarcas do Ripollès, Osona, Selva, Gironès e Baix Empordà, até desembocar no Mar Mediterrâneo em L'Estartit. Faz um percurso de 208 quilómetros e tem uma bacia de cerca de 3.010 km². A contribuição média anual consegue um volume de 840 hm³, com um volume na foz de 25 m³/s. Ao nascer nos Pirenéus catalães, o Ter recebe uma forte influência das rias das planícies do curso médio e baixo e, por este motivo, comporta-se como um rio de regime intermédio, isto é, apresenta volumes crescentes tanto na primavera como no outono.
Tem uma grande influência sobre a agricultura e a indústria da zona e contribui com a sua água para outras zonas do território.
Recentemente publicaram-se relatórios do estado ecológico da bacia do Ter, e mostram que durante os últimos anos, produziu-se uma melhoria substancial da qualidade química e biológica das águas que fluem pelo Ter.

## Consórcio do rio Ter
O Consórcio do Ter é uma associação multisectorial que tem por objetivo a gestão do rio Ter com uma organização  intermunicipal e e restantes agentes envolvidos.
Nasce no mês de dezembro do ano 1998 a partir projeto Alba-Ter/Ave, o qual foi cofinanciado pela União Europeia através do programa FEDER. É uma entidade pública com um caráter associativo e que dispõe de uma personalidade jurídica própria graças à Lei de Administração Pública da Catalunha. A entidade dedica-se a criar e a gerir serviços e atividades as quais têm um interesse em todo o território que influi o rio Ter, sempre partindo de uma iniciativa local. Esta atuação realiza-se a partir de quatro âmbitos: o património natural, o património cultural, a promoção económica e o turismo e, finalmente, a comunicação e a sensibilização da sociedade na sua relação com o rio. O Plano de Ordenação Integral do Rio Ter (POIRT), começou a implantar-se em 2001. Com este Plano pretendia-se estabelecer uma folha de rota com finalidade de conseguir que a água e todo o âmbito fluvial em general fosse um elemento identitário e singular da bacia do Ter. Neste processo priorizar-se-á o bom estado ecológico e o desenvolvimento de atividades sociais, culturais e económicas, sempre de maneira coordenada e sustentável.